# Coniopteryx (Xeroconiopteryx) crassicornis
Coniopteryx (Xeroconiopteryx) crassicornis is een insect uit de familie van de dwerggaasvliegen (Coniopterygidae), die tot de orde netvleugeligen (Neuroptera) behoort. 
Coniopteryx (Xeroconiopteryx) crassicornis is voor het eerst wetenschappelijk beschreven door Esben-Petersen in 1928.